# Borup Skole
Borup skole er en folkeskole der ligger i Borup i Køge Kommune fra børnehaveklasse til 9.Klasse. Der går 648 elever

## Faciliteter
Borup skole har en masse klasselokaler men har også en skolegård, Naturlegeplads, 6 gynger, 5 fodboldbaner, 8 legehuse, 2 bålhuse, 1 sandkasse, 1 legetårn med 2 rutsjebaner og andre ting, karruseller, veje som man kan køre moonkart og løbehjul på.

## Påstande om grænseoverskridende adfærd
Borup skole var i 2024 genstand for en omfattende opmærksomhed om  vold og grove seksuelle krænkelser begået  mod jævnaldrende, af elever på skolen. En advokatundersøgelse 24. maj 2024 foretog en  vurdering af skoleledelsens håndtering af 
forholdene på Borup Skole, men ikke om hvorvidt overgrebebe havde fundet sted. 